# ティート・ゴッビ

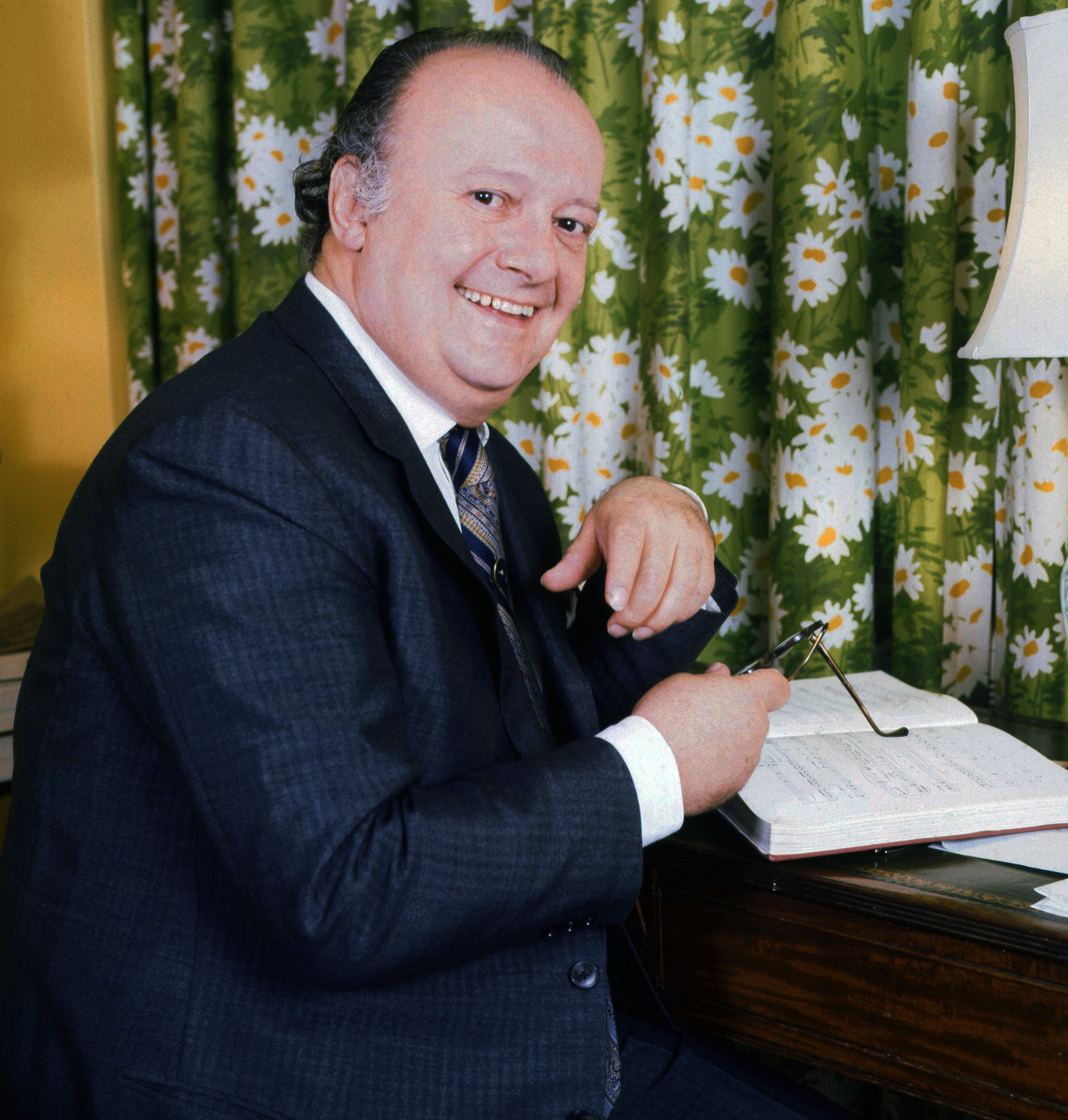

ティート・ゴッビ（Tito Gobbi, 1913年10月24日 - 1984年3月5日）は、イタリアのバリトン歌手。演技派として知られる。

## 生涯
バッサーノ・デル・グラッパに生まれ、パドヴァ大学にて法学を学んだ後ジューリオ・クリーミ（it:Giulio Crimi）に声楽を学ぶ。
オペラ歌手としてのデビューは1935年、ベルリーニ作曲『夢遊病の女』のロドルフォ伯爵。
1942年からはミラノ・スカラ座の舞台も踏み、終戦後に国際的な活躍を開始した。
1950年代から60年代にかけては、ローマ歌劇場、60年代の後半からはシカゴ歌劇場を主な拠点として活躍、多くの新作オペラの初演にも加わった。
1959年には来日し、NHKイタリア歌劇団にてヴェルディの『オテロ』でマリオ・デル・モナコと共演している。
1979年には舞台から完全に引退。一方で1960年代からはオペラの演出も行い、また晩年は後進歌手の育成にも努めた。
1984年3月5日に滞在中のローマにて死去。

## 人物
レパートリーはロッシーニ『セビリアの理髪師』のフィガロ、ヴェルディの『ファルスタッフ』、プッチーニの『ジャンニ・スキッキ』などのブッフォ的なものから、ヴェルディ『オテロ』のイヤーゴ、プッチーニ『トスカ』のスカルピア男爵といった悪役まで100近くに及ぶ。
『トスカ』のスカルピア役では1953年のスタジオ録音全曲盤（ヴィクトル・デ・サバタ指揮、マリア・カラス、ジュゼッペ・ディ・ステファーノ共演）が今日でも名盤の誉れ高いほか、イヤーゴ役に関して1959年東京でのマリオ・デル＝モナコとの共演、スカルピア役で1958年パリおよび1964年ロンドンでのカラスとの共演（ただし第2幕のみ）がそれぞれ映像で残されており、彼の演技の素晴らしさをうかがわせる。また第二次世界大戦終戦直後には多くの映画にも主演しており、中には女優ジーナ・ロロブリジーダと共演したフィルム数本もある。
マリア・カラスの公私にわたった良き友人の一人としても知られ、彼女の人柄、エピソードや芸術性に関して多くのコメントや著述を残している。
著書に自伝"My Life"および"Tito Gobbi and His World of Italian Opera"がある。バスのボリス・クリストフは義兄弟。